# Leucohyinae
Sous-famille
Les Leucohyinae sont une sous-famille de pseudoscorpions de la famille des Bochicidae.

## Distribution
Les espèces de cette sous-famille se rencontrent du Sud de l'Amérique du Nord au Nord de l'Amérique du Sud.

## Liste des genres
Selon Pseudoscorpions of the World (version 3.0) :
- Apohya Muchmore, 1973
- Leucohya Chamberlin, 1946
- Mexobisium Muchmore, 1972
- Paravachonium Beier, 1956

## Publication originale
- Chamberlin, 1946 : The genera and species of the Hyidae, a family of the arachnid order Chelonethida. Bulletin of the University of Utah, Biological Series, vol. 9, no 6, p. 1-16.